# تشارلي طحان
تشارلي تاهان أو تشارلي طحان (بالإنجليزية: Charlie Tahan) وهو ممثل أمريكي صغير ولد في 11 يونيو 1998 في غلين روك في ولاية نيو جيرسي في الولايات المتحدة ومثل في عدة أفلام منها فلم أنا أسطورة الذي كان من بطولة الممثل الشهير ويل سميث وتشارلي سانت كلود مع زاك إيفرون وهو من أصول عربية وأوروبية.

## روابط خارجية
- تشارلي طحان على موقع IMDb (الإنجليزية)
- تشارلي طحان على موقع ألو سيني (الفرنسية)
- تشارلي طحان على موقع أول موفي (الإنجليزية)
- تشارلي طحان على موقع قاعدة بيانات الأفلام السويدية (السويدية)
- تشارلي طحان على موقع قاعدة بيانات الفيلم (الإنجليزية)
- تشارلي طحان على موقع كينوبويسك (الروسية)